# Владислав Бајчевић
Владислав Влада Бајчевић (Крушевац, 9. јун 1918 — Београд, 23. јул 1979) био је учесник Народноослободилачке борбе и друштвено-политички радник Социјалистичке Републике Србије.

## Биографија
Рођен је у Крушевцу, где је завршио основну школу, као и Војну занатлијску школу „Обилићево”. Пре почетка Другог светског рата радио је као пословођа лабораторије. Након окупације Југославије 1941. прикључио се Народноослободилачком покрету (НОП) и исте године је примљен у чланство Комунистичке партије Југославије (КПЈ). Био је један од организатора Народноослободилачке борбе у крушевачком крају и партијски руководилац у Расинском партизанском одреду. Током рата био је помоћник политичког комесара чете и батаљона, политички комесар и командант Крушевачког војног подручја.
Након ослобођења Југославије, 1945. бавио се полтичким радом. Био је одборник и секретар Окружног народног одбора у Крушевцу и попотпредседник Градског народног одбора у Крушевцу, партијски инструктор ЦК КПС и ЦК КПЈ, организациони секретар Окружног комитета и секретар Градског комитета КПС у Крушевцу. Након 1951. био је директор Комбината „Орашац” у Аранђеловцу, секретар Среског комитета Савеза комуниста у Крушевцу, председник Народног одбора општине Звездара (1957—1963) и републички секретар за народно здравље (1963—1965). Биран је за посланика Савезне скупштине и посланика Скупштине СР Србије, где је био председник Комисије за помиловања.
Био је члан Главног одбора Социјалистичког савеза радног народа Србије (ССРН), као и секретар Републичке конференције Савеза удружења бораца Народноослободилачког рата Србије (СУБНОР). За члана Централног комитета Савеза комуниста Србије биран је на Четвртом конгресу (1959). Од 1973. био је генерални директор предузећа „Жупски рубин” из Крушевца. Био је члан Савета Републике СР Србије.
У послератном периоду завршио је Вишу партијску школу „Ђуро Ђаковић”, као и Правни факултет у Београду, на коме је магистрирао. Имао је чин мајора ЈНА у резерви. Умро је 23. јула 1979. у Београду, а сахрањен је у Алеји заслужних грађана на Новом гробљу.
Носилац је Партизанске споменице 1941. и других југословенских одликовања међу којима су — Орден заслуга за народ другог реда, Орден братства и јединства другог реда, Орден за храброст, Орден партизанске звезде трећег реда и др.